# Харьковское высшее военное командно-инженерное училище

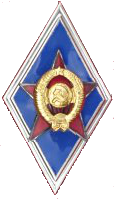
Нагрудный знак ВС СССР за окончание военно-учебного заведения — высших военных училищ и военных институтов

Харьковское высшее военное командно-инженерное училище ракетных войск имени Маршала Советского Союза Н. И. Крылова (ХВВКИУ РВ) — специализированное высшее военное учебное заведение по подготовке инженерных и командных кадров для ракетных подразделений, частей и соединений ракетных войск стратегического назначения СССР.

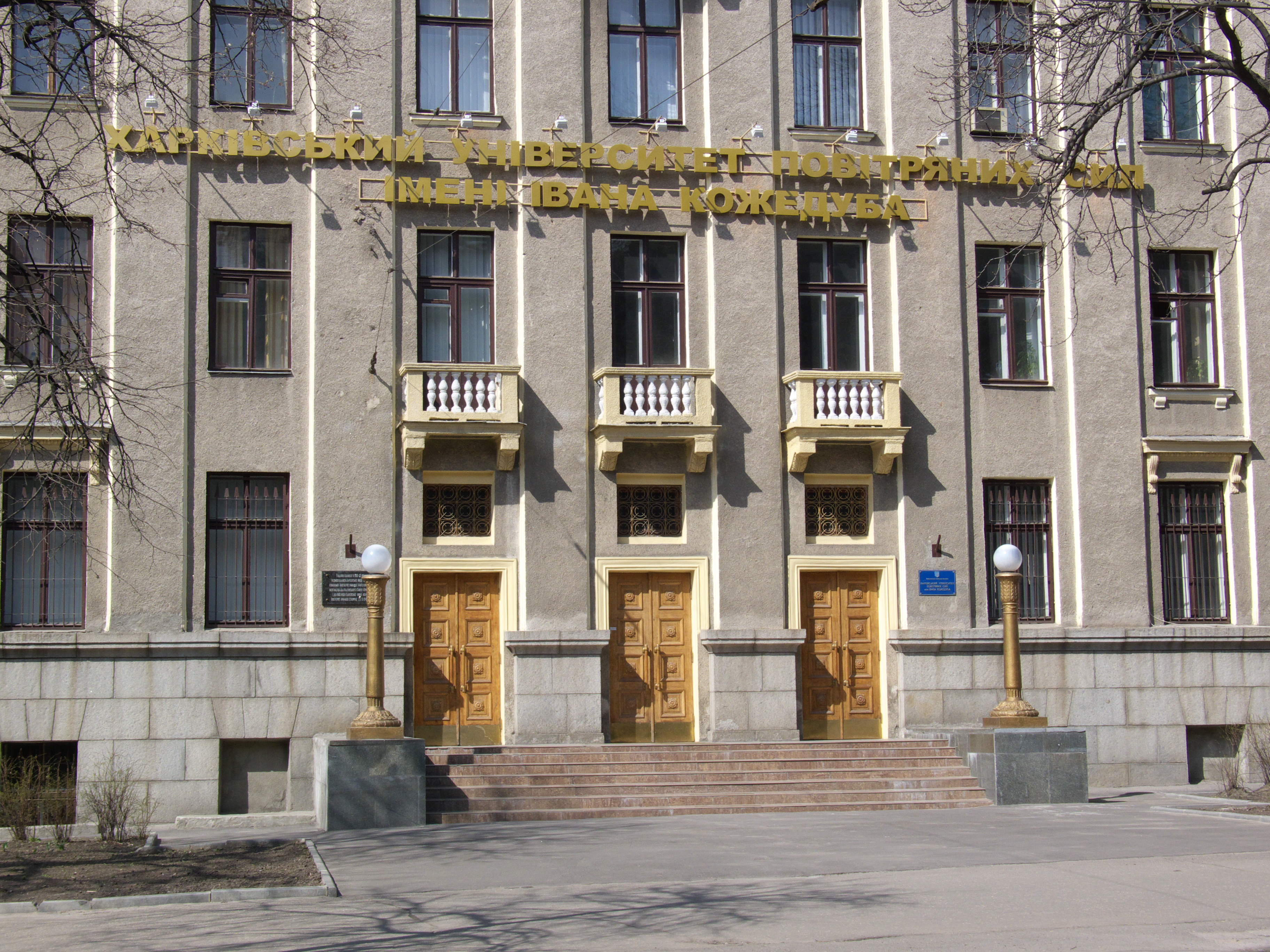
Центральный вход c ул. Сумской

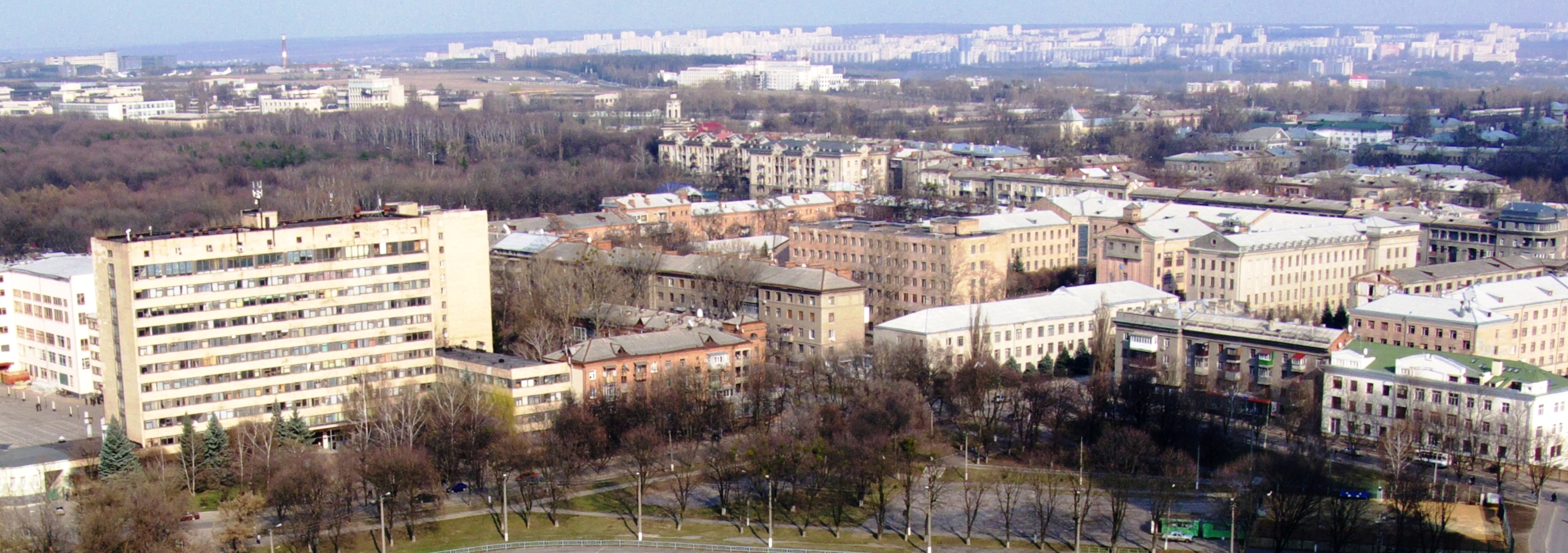
Старый «сталинский» городок училища, занимающий квартал между ул. Динамовской и Веснина

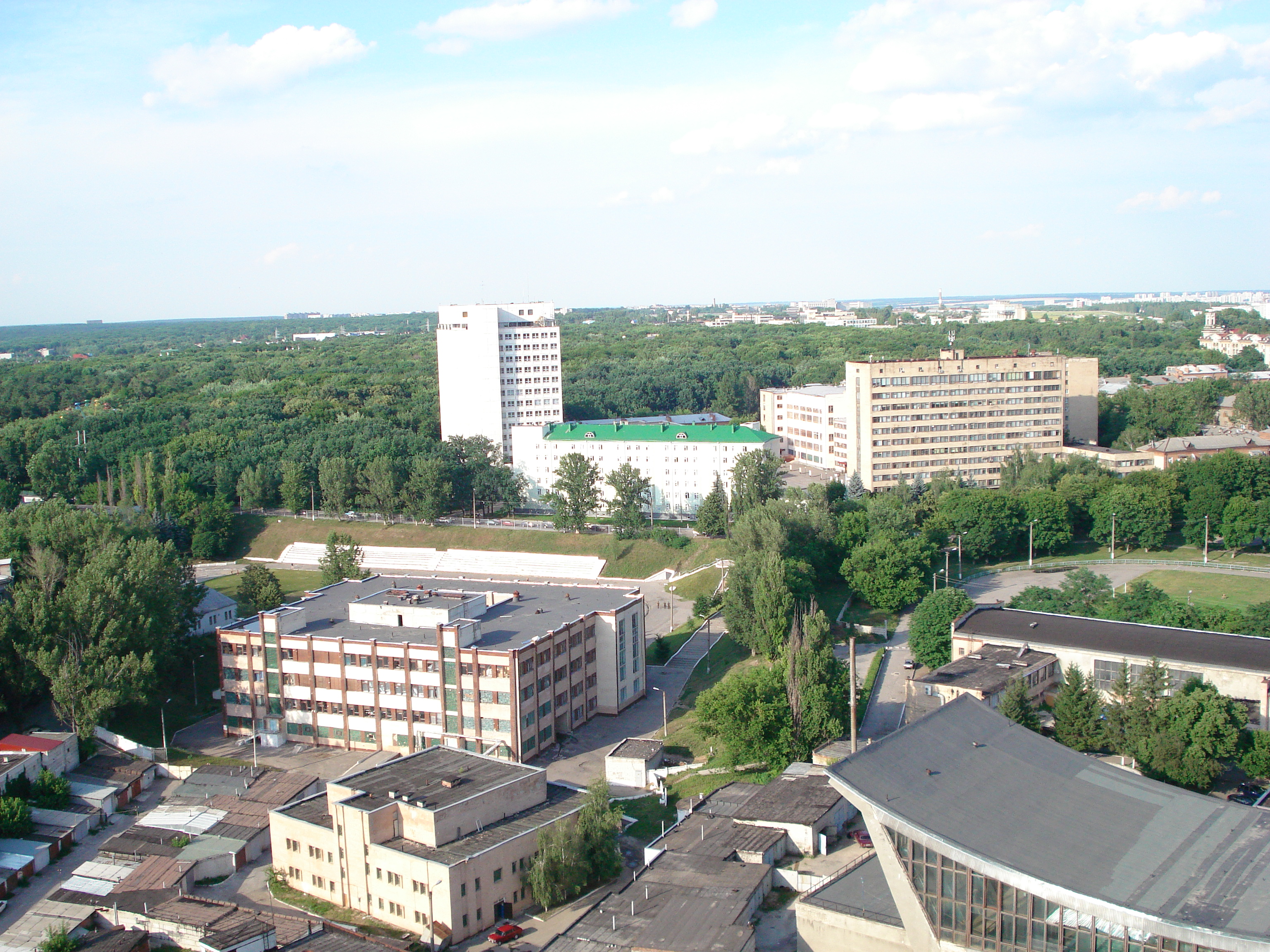
Два новых корпуса училища (белый слева и жёлтый длинный справа), стадион ХВВКИУРВ «Звезда» (в овраге) и парк Горького

## Создание училища
25 февраля 1941 года народный комиссар обороны Маршал Советского Союза С. К. Тимошенко подписал приказ о создании Харьковского авиационно-технического училища. Эта дата является официальной датой образования училища.

## Харьковское инженерно-техническое училище
В первое время в СССР большинство училищ было для подготовки лётного и технического составов ВВС. Не исключением было и созданное училище в Харькове.
Нормального учебного процесса так и не было из-за начавшейся войны. Стремительное наступление вермахта по территории Украины поставило перед командованием училища задачу в кратчайшие сроки эвакуировать училище. С 20 по 29 сентября 1941 года курсантский, преподавательский, а также командный состав с семьями был эвакуирован в город Душанбе. После прибытия к новому месту училище в краткие сроки наладило учебный процесс, и уже в октябре на фронт было отправлено более 1000 авиатехников. В 1944 году училище вернулось к месту постоянной дислокации в Харьков. В связи с полным разрушением города курсанты некоторое время проживали в землянках, блиндажах и палатках. Позже училище было размещено в корпусах, а для курсантов были построены казармы.

## Харьковское высшее авиационно-инженерное военное училище (ХВАИВУ)
В 1948 училище из инженерно-технического преобразовано в высшее авиационно-инженерное военное училище (ХВАИВУ).

## Училище в составе РВСН
После создания Ракетных войск стратегического назначения некоторые авиационные училища в полном составе переводились в РВСН, так произошло и с Харьковским и Серпуховским училищами, оба вошли в состав РВСН. Постепенно в Харьковском высшем военном командно-инженерном училище была создана отличная материально-техническая база для подготовки офицеров-ракетчиков. Училище заслуженно пользовалось высоким авторитетом в войсках, выпускники ХВВКИУ ценились во всех частях РВСН. Большую роль в становлении училища как одного из ведущих вузов РВСН сыграл Главнокомандующий РВСН Маршал Советского Союза Н. И. Крылов, после смерти которого училищу было присвоено его имя. За время подготовки офицеров-ракетчиков из стен училища вышло более 30 000 военных специалистов высшей квалификации.

## Учебный процесс
Слушатели и курсанты обучались на 6 факультетах училища по всем основным специальностям, востребованным в РВСН: инженеры-механики, специалисты по электронике, системам дистанционного управления и контроля, радио-техническому управлению, энергетике, автоматизированным системам управления и связи, электронно-вычислительной технике.
Училище отличалось сильным профессорско-преподавательским составом, представленным большим количеством докторов и кандидатов наук. Кафедры и лаборатории ХВВКИУ были оснащены самыми современными на то время приборами, оборудованием, стендами и тренажёрами. Училище располагало обширной научно-технической библиотекой. Многие учебники и учебные пособия были уникальными, они разрабатывались профессорско-преподавательским составом кафедр училища и пользовались большим спросом в других родственных вузах РВСН.
Общеобразовательные кафедры давали слушателям полноценную вузовскую подготовку. Разработанные на специализированных кафедрах училища учебные программы не уступали соответствующим программам родственных военно-инженерных академий. В училище были созданы и много лет успешно функционировали специализированные учёные советы по подготовке кандидатов и докторов наук, существовала собственная школа научных кадров.
Большое количество выпускников училища впоследствии стали преподавателями военных вузов, известными учёными, а также старшими офицерами, начальниками отделов и управлений в соединениях, объединениях и главкомате РВСН. Среди выпускников Харьковского училища — значительное количество командиров частей и соединений РВСН. Наиболее знаменитые военачальники — Главнокомандующий РВСН генерал армии В. Н. Яковлев и Командующий РВСН генерал-лейтенант А. А. Швайченко (2009 г.).

## Начальники училища
- генерал-майор авиации Рябцев Виктор Иванович, 1941—1942;
- генерал-лейтенант Хадеев Степан Петрович, 1942—1962;
- генерал-лейтенант Тихонов Василий Гаврилович, 1962—1970;
- генерал-лейтенант Штанько Степан Федотович, 1970—1981;
- генерал-лейтенант Урлин Игорь Борисович 1981—1990;
- генерал-лейтенант Толубко Владимир Борисович[укр.] 1990—1999.

## После распада СССР

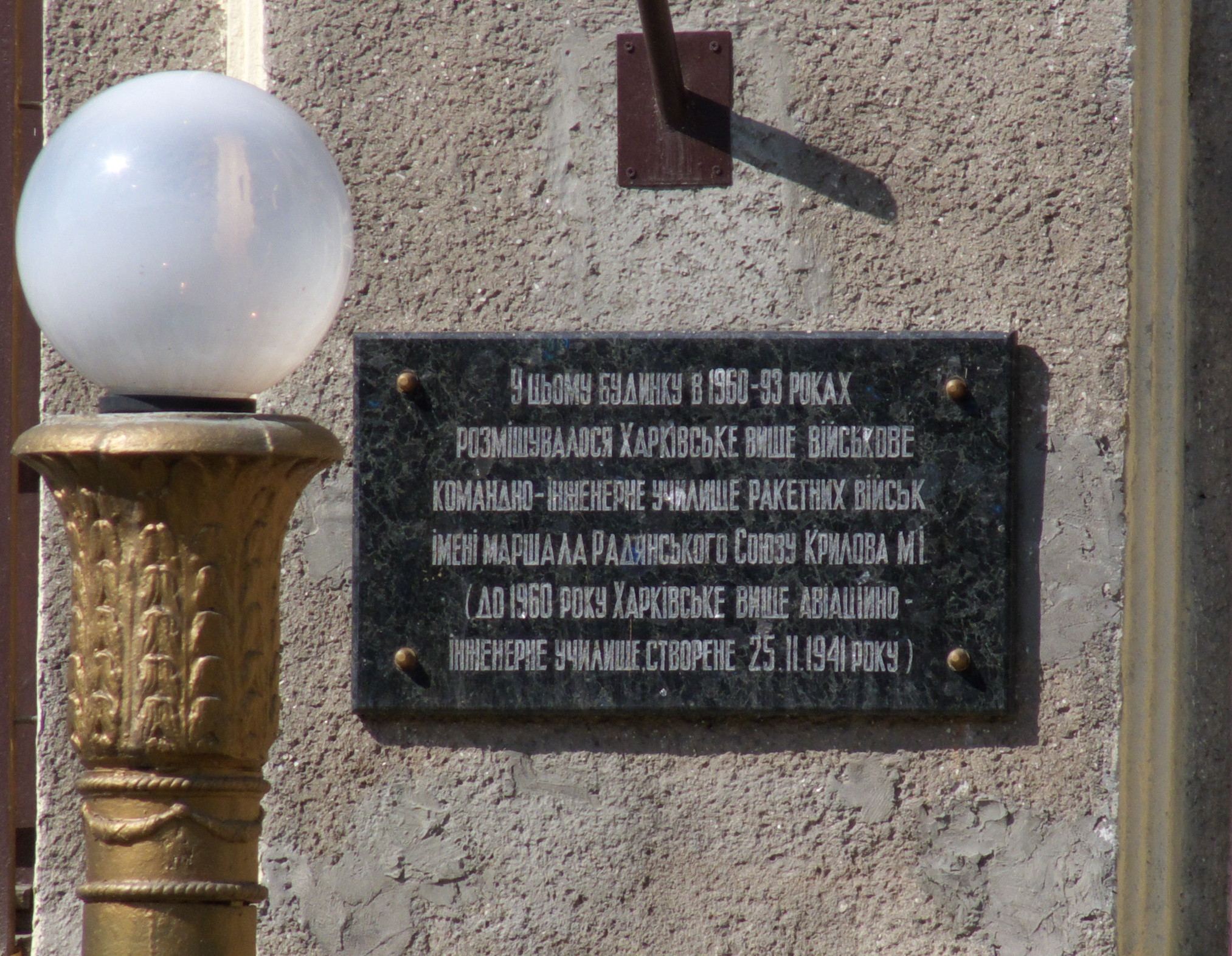
Памятная табличка перед центральным входом

После распада СССР, в 1991 году, в Министерстве обороны России и Главкомате РВСН было принято решение о переводе курсантов, преподавателей и ряда подразделений обеспечения Харьковского училища в Академию им. Ф. Э. Дзержинского, Серпуховское, Ростовское и Пермское ВВКИУ РВ. Некоторые курсанты и многие преподаватели приняли решение продолжать службу в ВС Украины.
С 1992 года в зданиях училища располагается Харьковский военный университет (ХВУ), с 2003 года в главном корпусе — Харьковский университет воздушных сил. Часть других корпусов (например, курсантские общежития) продана либо сдана в аренду. В новых корпусах по ул. Динамовской с 2000 года располагается Юридическая академия.

## Известные выпускники
- генерал-майор Ю. Н. Глазков (1962 год) — Герой Советского Союза.
- генерал-лейтенант А. П. Ковалёв — доктор технических наук, профессор, заслуженный деятель науки РФ, в 2001—2006 годах начальник ВКА им. А. Ф. Можайского.
- генерал-майор В. Н. Красносельский (1993 год) — с 2007 года Министр внутренних дел Приднестровья, с 30 декабря 2016 года Президент Приднестровской Молдавской Республики.
- генерал-полковник В. А. Муравьёв (1960 год) — ведущий научный сотрудник Военной академии им. Петра Великого; заслуженный военный специалист; член-корреспондент Академии проблем безопасности, обороны и правопорядка; председатель Международного союза общественных объединений «Ветераны РВСН».
- генерал-лейтенант А. А. Швайченко (1975 год) — с 2009 года Командующий РВСН.
- генерал армии В. Н. Яковлев (1976 год) — в 1997—2001 годах Главнокомандующий РВСН.
- генерал-лейтенант А. Ю. Квасников (1979 год).
- народный депутат Украины III, IV, V, VI, VII, VIII, IX созывов, доктор юридических наук Андрей Деркач (1984 год).[1]
- полковник В. А. Шумилкин (1981 год) — в 2002—2006 годах городской голова города Харькова.
- В. П. Герасимов (1960 год) — в 1991—1995 годах глава администрации Курганской области.
- В. Н. Лих — мэр города Знаменск Астраханской области.
- В. Н. Солодов — мэр города Мирный Архангельской области.
- А. В. Головко — командующий Космическими войсками РФ[2]
- И. К. Прищепа — проректор по экономике и социальному развитию НЮУ им. Ярослава Мудрого, лауреат Государственной премии Украины в области архитектуры.